# Nickelodeon Games and Sports for Kids
Nickelodeon Games and Sports for Kids (NGASK) (también llamado Nickelodeon GaS, Nick GaS o GaS) fue un canal de televisión por suscripción estadounidense, lanzado el 1 de marzo de 1999. Algunos consideraban a Nickelodeon GAS como una versión para niños de Game Show Network, que había iniciado emisiones el 1 de diciembre de 1994. Su transmisión finalizó la mañana del 31 de diciembre de 2007, mientras que Dish Network mantuvo un bucle automatizado del canal hasta que finalizó sus transmisiones en la madrugada del 23 de abril de 2009.

## Historia
Originalmente como un bloque de una hora que se transmitía en Nickelodeon, el canal fue lanzado el 1 de marzo de 1999, siendo un canal donde los programas de competiciones de Nickelodeon se podían transmitir con más frecuencia. 
Además de transmitir los programas emitidos anteriormente por su canal hermano, produjo sus propios programas, como Gamefarm y Splash TV, aparte de transmitir bloques como Camp GAS, Family Fuel (retirado de la programación en 2002) y Pumping GAS (retirado de la programación en 2005).
A partir del 31 de octubre del 2005, la programación del canal pasó a ser automatizada, emitiendo siete programas, además de segmentos regulares, en una franja horaria de forma permamente. En septiembre del 2006, a raíz de la salida de Finders Keepers de la programación, quedó emitiendo solo seis programas.

### Cese de Transmisiones
El 13 de agosto de 2007, Viacom anunció que Nick GAS cerraría el 31 de diciembre de ese mismo año.
El 31 de diciembre de 2007, el canal cerró oficialmente a las 06:00, después de un episodio de Figure It Out. Después se emitió brevemente un bumper, que fue interrumpido por la transmisión de la programación de The N, que emitió la serie Instant Star en el momento de la transición.
Por 15 meses, Dish Network mantuvo un bucle automatizado que transmitió la programación del canal, hasta que cesó sus emisiones el 23 de abril de 2009. El último programa que transmitió fue Legends of the Hidden Temple. Luego de emitir un bumper, el canal fue sustituido por la señal de Cartoon Network, que emitía la programación del bloque Adult Swim en ese momento.

## Nick GAS en Latinoamérica
En Hispanoamérica GAS era un bloque que se emitía por Nickelodeon el cual transmitía parte de los programas en Nick GAS doblados al español, tiempo después el bloque GAS se retiró de la programación en el año 2002 y además los programas se cancelaron por completo debido a la baja audiencia.
A inicios del año 2006 diferentes empresas mexicanas de televisión de paga comenzaron a emitir en canal Nick GAS con los programas en su idioma original inglés y sin subtítulos a través del sistema de televisión satelital SKY y varios sistemas de cable como Cablevisión, Nick GAS reemplaza al canal Magic Kids retirado del aire por Pramer
Cuando Nick GAS desaparece, en México Cablevisión lo reemplaza por The N, mientras que Sky lo retransmite hasta julio de 2008 cuando lo reemplaza por Nick Jr.

## Programas difundidos en Nick Gas
- Double Dare 2000 (1999-2007)
- Figure It Out (1999-2007)
- Get the Picture (1999-2007)
- Nickelodeon GUTS (1999-2007)
- Legends of the Hidden Temple (1999-2007)
- Nick Arcade (1999-2007)
- Double Dare (1999-2004)
- Family Double Dare (1999-2005)
- Finders Keepers (1999-2006)
- Gamefarm
- Global GUTS (1999-2007)
- Make the Grade (2000-2004)
- Play 2Z
- Robot Wars
- Rocket Power
- Salute Your Shots
- Scaredy Camp
- SK8-TV (1999-2005)
- Speed Racer
- Splash TV
- Super Sloppy Double Dare (1999-2005)
- Super Special Double Dare (1999-2002)
- Think Fast! (1999-2004)
- What Would You Do? (1999-2002)
- Wild and Crazy Kids (1999-2002)
- You're On! (1999-2004)

### Bloques
- Camp GAS (2002-2004)
- Double Dare Double Play (2001-2002)
- Extreme GAS (2001-2002)
- Family Fuel (2001-2002)
- Heads Up (2001-2002)
- Pumping Gas (1999-2005)
- Wild Card (2001-2002)